# Paul Schockemöhle
Paul Schockemöhle (* 22. März 1945 in Steinfeld, Oldenburg) ist ein deutscher Unternehmer und ehemaliger Springreiter.

## Sportlicher Werdegang
Paul Schockemöhle gewann bei den Olympischen Spielen 1976 in Montreal  zusammen mit seinem älteren Bruder Alwin Schockemöhle, Sönke Sönksen und Hans Günter Winkler mit der deutschen Equipe die Silbermedaille. Mit dem dunkelbraunen Hannoveraner Wallach Hannoveraner Wallach Deister gewann er 1981, 1983 und 1985 dreimal in Folge die Europameisterschaft im Springreiten; ein Erfolg, der bisher einzigartig blieb. 
Bei den Weltmeisterschaften 1982 holte er mit dem deutschen Team die Silbermedaille. Auch bei den Olympischen Spielen 1984 war er erfolgreich und konnte mit der deutschen Equipe auf Deister die Bronzemedaille gewinnen. 
Er feierte außerdem bei zahlreichen Nationenpreisen Erfolge und gewann sechs Mal die Deutsche Meisterschaften im Springreiten. Im September 1989 beendete Paul Schockemöhle seine sportliche Laufbahn als Turnierreiter. Für ihre Verdienste um den Sport in Niedersachsen wurden die beiden Brüder in die Ehrengalerie des niedersächsischen Sports des Niedersächsischen Instituts für Sportgeschichte aufgenommen.

## Unternehmer
Bereits 1966 begann Paul Schockemöhle, der sein Betriebswirtschaftsstudium vorzeitig abgebrochen hatte, sein Logistikunternehmen aufzubauen, das bis heute zu den größten Speditionsunternehmen in Deutschland zählt. 1989 gründete Paul Schockemöhle gemeinsam mit dem damaligen Manager von Boris Becker, Ion Țiriac, ein weiteres Unternehmen: die Firma PST-Marketing zur Vermarktung internationaler und nationaler Sportveranstaltungen. Er war an einem agrarindustriellen Konsortium beteiligt, das im Jahr 1996 die Legebatterien des Unternehmers Anton Pohlmann übernommen hat. 1996 wurde er wegen Steuerhinterziehung zu elf Monaten Gefängnis auf Bewährung verurteilt und musste 22,6 Millionen Mark Steuern nachzahlen.

### Performance Sale International
1980 hatte Paul Schockemöhle gemeinsam mit George Morris und Frank Chapot den Gedanken, dass in Amerika ein Markt für Sportpferde aus Deutschland und Holland besteht. Dazu wurden in den USA erfolgreiche Auktionen mit talentierten europäischen Nachwuchspferden veranstaltet.
Zusammen mit Ullrich Kasselmann veranstaltet Schockemöhle nun auch in Deutschland in Ankum die Performance Sale International Auktionen (P.S.I.-Auktionen), bei denen Nachwuchspferde versteigert werden. Den höchsten Zuschlag hat bisher die ehemalige Bundeschampioness Poetin mit 2,5 Millionen € erhalten.

## Züchter
Auf seinem Gestüt mit Deckstation in Mühlen, das über 500 Hektar groß ist, formte er weitere erfolgreiche Springpferde, unter anderen  Orchidee, The Freak und Walzerkönig, die olympische Medaillen und auf internationalen Turnieren mit Reitern wie dem Iren Eddie Macken, Otto Becker und den Olympiasiegern Franke Sloothaak, Dirk Hafemeister und Ludger Beerbaum Erfolge errangen. Ende 2010 kaufte er den unter Edward Gal sehr erfolgreichen Hengst Totilas zu einem geschätzten Preis von 10 bis 15 Millionen Euro und setzte ihn in der Zucht ein.

### Gestüt Lewitz
Das Gestüt Lewitz ist ein großes Gestüt in Mecklenburg-Vorpommern. Nach der Wende erwarb Paul Schockemöhle im Jahr 1992 die Betriebsstätten der ehemaligen Landwirtschaftlichen Produktionsgenossenschaft „Volkseigenes Gut Neustadt-Glewe“. Auf dem Gelände wurden zuvor 15.000 Rinder gehalten und die Reitponyrasse Lewitzer gezüchtet. Schockemöhle entwickelte dort eines der größten Zentren der europäischen Sportpferdezucht. Auf dem Gut Lewitz werden auf ungefähr 3.000 Hektar mit rund 250 Mitarbeitern und Mitarbeiterinnen insgesamt etwa 4.000 Pferde gehalten und jährlich kommen rund 1.000 Fohlen zur Welt. Dabei wird unter anderem Embryonentransfer eingesetzt, um aus wertvollen Mutterstuten mehr als ein Fohlen pro Jahr zu erhalten.

## Kritik
Im Jahr 1990 wurde Schockemöhle in einem Fernsehbericht kritisiert, in dem ein angeblicher Mitarbeiter seines Springstalls bei der umstrittenen Methode des Barrens gefilmt wurde. Daraufhin erhielt er Morddrohungen und zog seinen Springstall vorübergehend aus dem Sport zurück. Die niedersächsische Landesregierung unter dem damaligen Ministerpräsidenten Gerhard Schröder befasste sich mit den Geschehnissen. Die Staatsanwaltschaft Oldenburg stellte 1991 ein Ermittlungsverfahren aufgrund eines tierärztlichen Gutachtens ein. Im Februar 1992 verurteilte die Deutsche Reiterliche Vereinigung (FN) Schockemöhle wegen Mitwisserschaft zu einer Geldstrafe von 5.000 D-Mark. In der Folge untersagte die FN das Barren sowohl bei Turnieren als auch im Training.

## Erfolge als Reiter
- Dreimal siegreich im Großen Preis von Aachen mit Talisman, El Paso und Deister
- Dreimal siegreich im British Jumping Derby in Hickstead (Deister 2 ×, Lorenzo 1 ×)
- Olympische Spiele
  - 1976 in Montreal: Silbermedaille Mannschaft, Einzelwertung 36. auf Agent
  - 1984 Los Angeles: Bronzemedaille Mannschaft, Einzelwertung 7. auf Deister

- Olympia-Ersatzwettbewerbe der boykottierenden Staaten:
  - 1980, Rotterdam: 4. Platz Mannschaft und 4. Platz im Einzel auf Deister

- Weltmeisterschaft
  - 1982 in Dublin: Silber in der Mannschaftswertung zusammen mit Peter Luther, Gerd Wiltfang und Norbert Koof

- Europameisterschaft
  - dreimal in Folge Europameister der Springreiter
  - 1981 in München: Goldmedaille Mannschaft, Goldmedaille Einzel auf Deister
  - 1983 in Hickstead: Goldmedaille Einzel auf Deister
  - 1985 in Dinard: Bronzemedaille Mannschaft, Goldmedaille Einzel auf Deister

- Deutsche Meisterschaften:
  - 1974, München: 1. Platz mit Talisman
  - 1980, München: 1. Platz mit Deister
  - 1982, München: 1. Platz mit Deister
  - 1983, West-Berlin: 1. Platz mit Deister
  - 1986, West-Berlin: 1. Platz mit Deister
  - 1987, Mannheim: 1. Platz mit Deister

- 20 Jahre lang Zugehörigkeit im deutschen Championats-Kader
- 12 Jahre lang ununterbrochen unter den ersten Zehn der Weltrangliste

Für seine Verdienste um den Sport in Niedersachsen wurde er in die Ehrengalerie des niedersächsischen Sports des Niedersächsischen Instituts für Sportgeschichte aufgenommen. Außerdem wurde er mit dem Silbernen Lorbeerblatt ausgezeichnet.